# Dendrobium kingianum
Dendrobium kingianum hoặc Thelychiton kingianum, thường được biết đến với tên Pink Rock Orchid, Captain King's Dendrobium, hoặc (somewhat misleadingly) Pink Rock Lily, là một plant của chi Dendrobium và bản địa của miền đông Úc.